# Die Welt der Slaven
Die Welt der Slaven ist eine der drei in Deutschland erscheinenden slawistischen Fachzeitschriften. Sie enthält sprach-, literatur- und kulturwissenschaftliche Beiträge, die auf Deutsch, Englisch oder Russisch erscheinen sowie in der Vergangenheit auch auf Französisch und Polnisch.
Die Zeitschrift wurde 1956 von Erwin Koschmieder als Ergänzung zu der bis dahin einzigen westdeutschen slawistischen Fachzeitschrift, der Zeitschrift für slavische Philologie, gegründet. Sie erschien im Harrassowitz-Verlag, und zwar zunächst vier Hefte im Jahr mit dem Untertitel Vierteljahresschrift für Slavistik, dann als Halbjahresschrift und heute mit dem Untertitel Internationale Halbjahresschrift für Slavistik. Seit 1971 kam Helmut Schaller als Redakteur hinzu und führte die Zeitschrift unter Koschmieder bis zu dessen Tod und dann bis Band 21 (1976) weiter. 1972 wechselte die Zeitschrift zum Böhlau-Verlag.
Mit Band 22 (1977) übernahm Heinrich Kunstmann die Schriftleitung und Peter Rehder die Redaktion. Seitdem erschien die Zeitschrift im Verlag Otto Sagner. Ab 1992 war Peter Rehder auch Schriftleiter neben Kunstmann, der 1995 ausschied und von Igor Smirnov ersetzt wurde. Von 1995 bis 2014 gaben Rehder (federführend) und Smirnov die Zeitschrift heraus. 1997 begründete Rehder dazu die Buchreihe Die Welt der Slaven · Sammelbände/Sborniki, die thematische Sammlungen, Tagungsbände und Festschriften publiziert.
2015 wurde die Redaktion um Schamma Schahadat und Barbara Sonnenhauser auf vier Personen erweitert. Nach dem Konkurs des Sagner-Verlags kehrte die Zeitschrift 2016 zu Harrassowitz zurück. 2018–2020 kam es zu einem größeren Umbruch in der Redaktion, da Sonnenhauser, Rehder und Smirnov sich zurückzogen und Daniel Bunčić, Monika Wingender und Susanne Frank zusammen mit Schamma Schahadat deren Nachfolge antraten.